# Carazziella phillipensis
Carazziella phillipensis är en ringmaskart som beskrevs av Blake och Kudenov 1978. Carazziella phillipensis ingår i släktet Carazziella och familjen Spionidae.
Artens utbredningsområde är havet kring Nya Zeeland. Inga underarter finns listade i Catalogue of Life.